# Carlos Marín
Carlos Marín, född 13 oktober 1968 i Rüsselsheim i Hessen i Tyskland, död 19 december 2021 i Manchester, Storbritannien, var en spansk sångare (baryton) och bland annat medlem i operapopgruppen Il Divo.
Han föddes i Tyskland men växte upp i Madrid i Spanien. Han avled av Covid-19-relaterade åkommor.